# Manuel Blanc
Manuel Blanc (ur. 12 czerwca 1968 roku w Boulogne-Billancourt, w regionie Île-de-France, w departamencie Hauts-de-Seine) – francuski aktor i reżyser teatralny. Jego debiutancką rolę kinową naiwnego dwudziestolatka z Pirenejów marzącego o karierze aktorskiej, wciągniętego przez geja (Philippe Noiret) do męskiej prostytucji i zakochanego w prostytutce (Emmanuelle Béart) w dramacie Nie całuję (J'embrasse pas, 1991) uhonorowano nagrodą Cezara. W 1994 roku odebrał nagrodę im. Jeana Gabin.
Występuje głównie w teatrze. Zagrał w sztuce Agoty Kristof Zeszyt (Le Grand Cahier, 1990), a następnie w spektaklach: Burza na ziemi egipskiej (Tempête sur le pays d'Égypte, 1994), Też zły dla dziwki (Dommage qu'elle soit une putain, 1997) w Théâtre National de Chaillot, Panie nocy (Ladies Night, 2000), Przerwa w obłokach (Trouée dans les nuages, 2005) i Aleksandra Puszkina Dziennik tajny (Journal secret, 2006) w Théâtre du Marais.

## Filmografia

### Filmy fabularne
- 2005: Avant qu'il ne soit trop tard jako Doug
- 2002: Deux jako Człowiek z kwiatem/Rosyjski oficer/Henri L./Francuski oficer /Mężczyzna na plaży
- 2002: Vivante jako Paul
- 2000: Wyjście (Exit) jako Junk
- 1999: 1999 Madelaine jako Gabriel
- 1996: Zuchwały Beaumarchais (Beaumarchais, I'insolent) jako Paul-Philippe Gudin
- 1995: Król Paryża (Le Roi de Paris) jako Paul Derval
- 1994: Lou n'a pas dit non jako Pierre
- 1994: Des feux mal éteints jako Jérôme
- 1993: Zbrodnia (Un Crime) jako Frédéric Chapelin-Tourvel
- 1991: Nie całuję (J'embrasse pas) jako Pierre Lacaze

### Filmy TV
- 2008: Sexe, gombo et beurre salé jako Jean-Paul
- 2008: Mitterrand à Vichy jako Jean-Paul
- 2005: Telma demain jako nauczyciel
- 2004: Lumière
- 2002: Marzenie, marzenie, marzenie (Dream, Dream, Dream) jako Joachim
- 2001: Niebieska wyspa (L'Île bleue) jako André

### Seriale TV
- 2006: Alice Nevers (Le Juge est une femme) jako Denis Tarpon
- 2005: La Crim' jako Séverin Dorval
- 2001: Les Redoutables - segment Histoire d'eau
- 2000: Narkotyki (Scénarios sur la drogue) jako Renaud
- 1999: P.J. jako Stéphane Darcier
- 1995: Rzeka nadziei (La Riviere Espérance) jako Benjamin Donadieu